# The Poster
The Poster (titolo originale The Poster: an illustrated monthly chronicle) era una rivista mensile di cultura britannica dal 1898 al 1901.
La rivista era conosciuta per le numerose illustrazioni che facilitava il linguaggio di comunicazione ai lettori dell'epoca vittoriana.